# Les Apprentis Sorciers
Cet article concerne le film. Pour l'épisode des Simpson, voir Les Apprentis Sorciers (Les Simpson).
Pour plus de détails, voir Fiche technique et Distribution.
Les Apprentis Sorciers est un film franco-allemand réalisé par Edgardo Cozarinsky et sorti en 1977.

## Synopsis
Un espion, en provenance d’Amérique du Sud, débarque à Paris et dépose en sûreté une mallette contenant des documents secrets. Quelque temps plus tard, un certain Antonio remet cette mallette à Clara, une jeune femme qui a exercé autrefois comme professeur au Chili et entretien des relations avec beaucoup de réfugiés politiques latinos. À partir de ce moment, Clara va être traquée et mêlée à d’étranges évènements.

## Fiche technique
- Titre : Les Apprentis Sorciers
- Réalisation : Edgardo Cozarinsky
- Scénario : Edgardo Cozarinsky, Albert Tauman
- Assistants réalisateurs : Gérard Frot-Coutaz, Laurent Laclos
- Musique : Edgardo Canton
- Costumes Christian Gasc pour Marie-France Pisier
- Photographie : Jean-Claude Rivière
- Son : Alix Comte, Jacques Pibarot
- Monteur : Alberto Yaccelini
- Pays d’origine :  Allemagne de l'Ouest,  France
- Année de tournage : 1976
- Langue de tournage : anglais, français
- Tournage extérieur : Paris  France
- Producteur délégué : Alfred de Graaf
- Directeur de production : Robert Réa
- Sociétés de production : Buffalo Films (France), INA (France), Zweites Deutsches Fernsehen (Allemagne)
- Société de distribution : Buffalo Films
- Format : noir et blanc et couleur par Eastmancolor – son monophonique – 35 mm
- Genre : thriller, comédie dramatique
- Durée : 91 min
- Date de sortie : Allemagne de l'Ouest : 4 août 1977

## Distribution
- Zouzou : Clara
- Peter Chatel : Alex
- Marie-France Pisier : Madame Umlaut
- Christian Marquand : Ashe / Bezzerides
- Dennis Hopper : l'espion
- Niels Arestrup : Danton
- Jean-Pierre Kalfon : Robespierre
- Pierre Clémenti : Saint-Just
- Elliott Stein : Fickletoes
- Marilú Marini : l’inspectrice au magasin
- Raoul Ruiz : le réfugié Chilien
- Carlos Clarens : Pancho
- Raúl Gimenez : Antonio
- Alain Fayel : Rolo